# Blon
Blon (belarusiska: Блонь) är en agropolis i Belarus. Den ligger i voblasten Minsks voblast, i den centrala delen av landet, 60 kilometer sydost om huvudstaden Minsk. Blon ligger 164 meter över havet och antalet invånare är 1 780.

## Natur och klimat
Terrängen runt Blon är mycket platt. Närmaste större samhälle är Mar'іna Horka, 2,6 kilometer sydväst om Blon.
Omgivningarna runt Blon är en mosaik av jordbruksmark och naturlig växtlighet. Runt Blon är det ganska glesbefolkat, med 32 invånare per kvadratkilometer.